# Plinz
Der Weiler Plinz ist ein Ortsteil der Gemeinde Milda im Saale-Holzland-Kreis in Thüringen.

## Geografie
Plinz liegt kurz vor dem Ende des langgestreckten Tales  des Koppelgrabens, der in die Saale mündet. Der Weiler ist über die Bundesstraße 88 mit Abzweig Richtung Altendorf-Altenberga und von Jena aus über Milda zu erreichen.

## Geschichte
Plinz ist ein Weiler im Tal, der am 14. Januar 1427 urkundlich erstmals genannt wurde. Seine Bewohner betrieben einst Land- und Forstwirtschaft. Im Gebäude der ehemaligen Plinzmühle und auf dem Gelände des Weilers stellt jetzt eine Galerie Kunstgegenstände und Keramik aus und bietet sie Besuchern an. Besonders originell ist der humorvolle „Garten der Stille“.

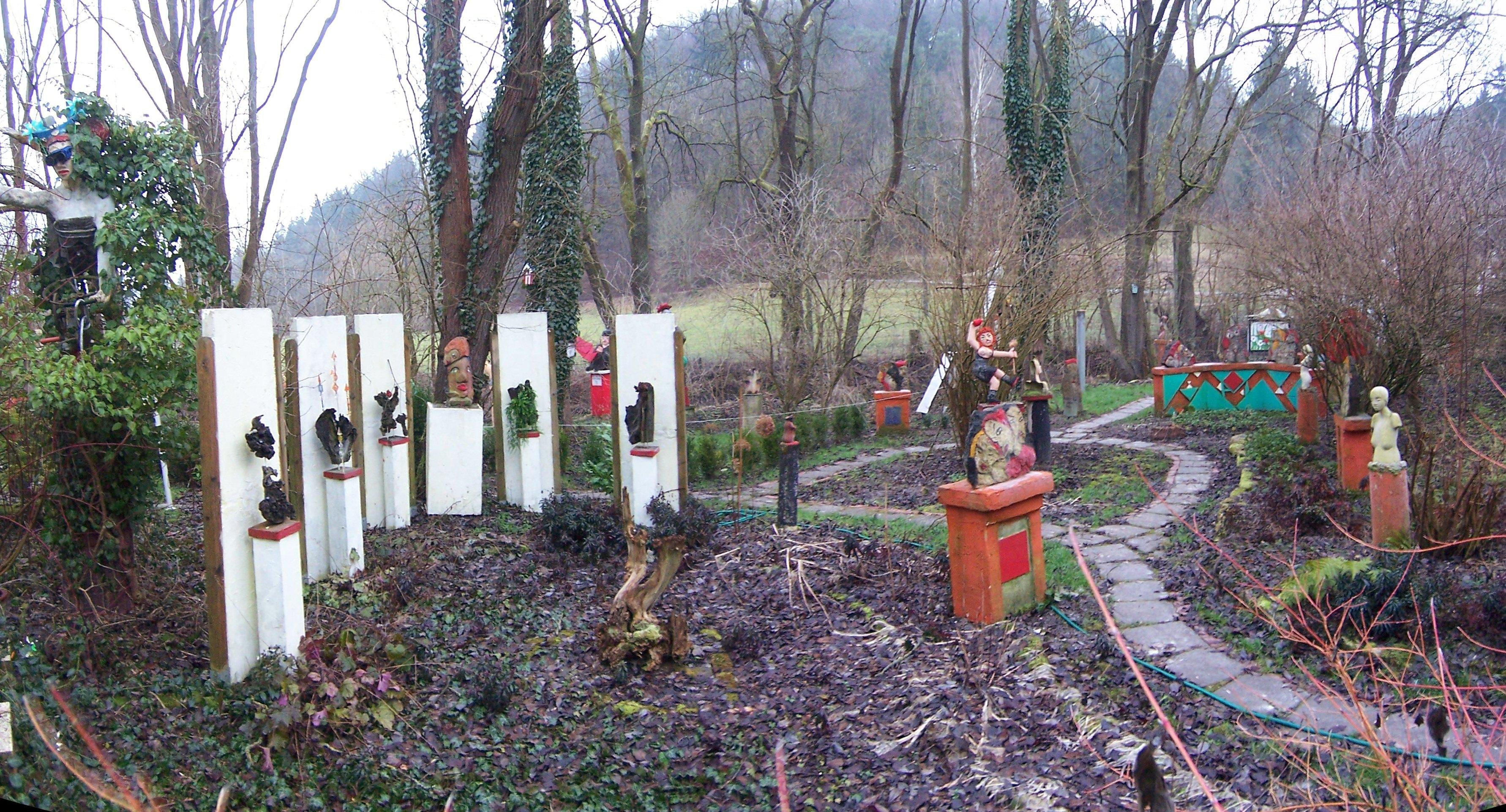
Der Garten des krummen Holzes im „Garten der Stille“
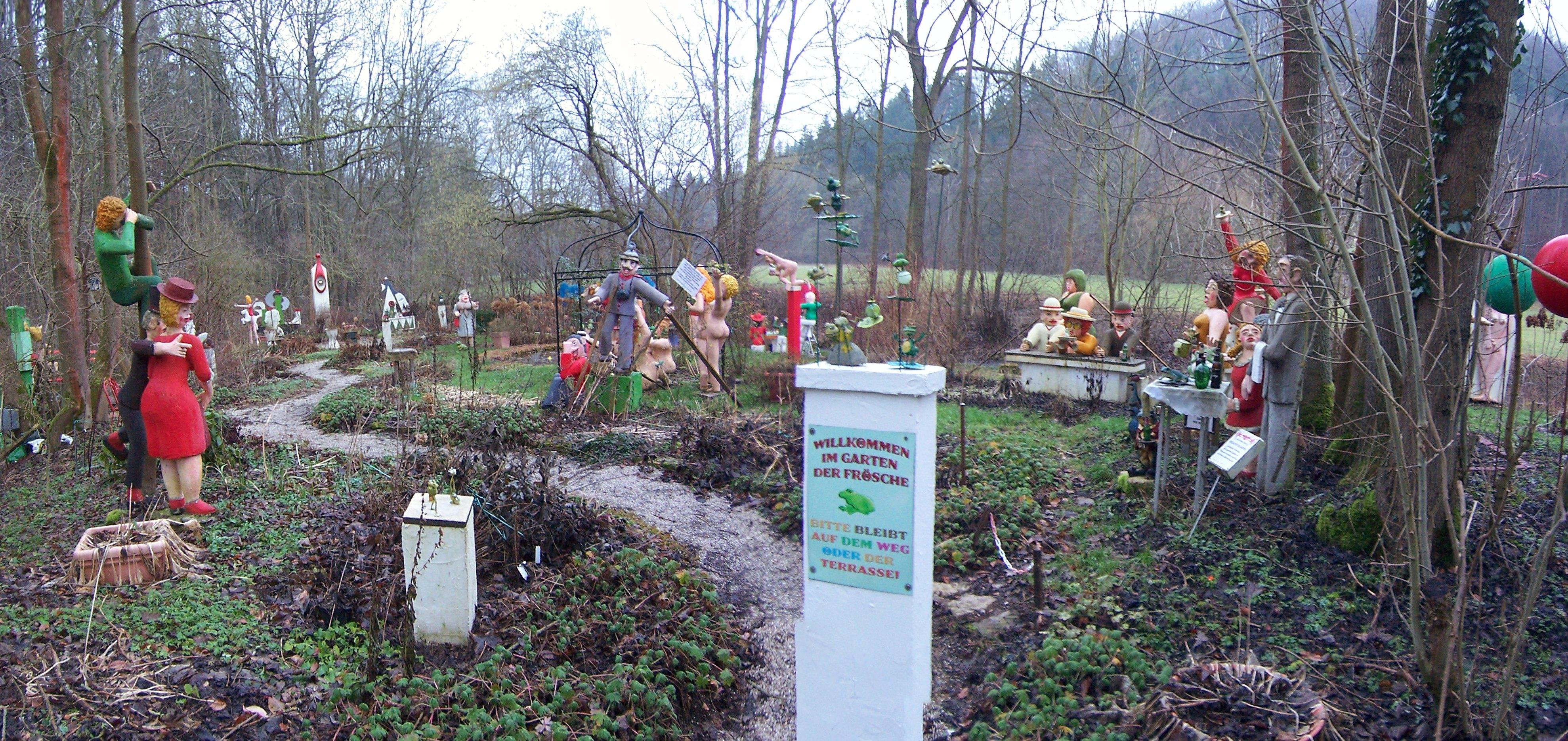
Der Garten der Frösche im „Garten der Stille“